# Шовкопряд сосновий
Сосновий шовкопряд, або сосновий коконопряд (Dendrolimus pini) — метелик родини коконопрядових (Lasiocampidae), поширений в Європі (крім Англії) та в Азії. Трапляється й в Україні. Особливості масового розмноження виду в лісівництвах Харківщини вивчав відомий ентомолог С. О. Мокржецький. Небезпечний шкідник лісу.

## Зовнішній вигляд
Імаго. Метелик має розмах крилець від 6 до 8 см. Колір перехідних крилець нагадує соснову кору. Задні крильця бурі. У нерухомому стані крильця метелика мають вигляд покрівлі. У самця вусики пірчасті, а в самки — ниткоподібні.
Літає метелик з середини червня до останньої декади липня. Можуть літати на значні відстані.
Після запліднення самки кладуть яйця на хвою, а при масовому розмноженні і на гілки. Яйце велике від 1,8 до 2,5 мм. Форма подовжено-куляста. На початку розвитку вони блакитно-зелені, згодом сірі зі слабким блиском і темною крапкою на вершині. Відкладення яєць триває близько трьох діб, після чого метелик гине. Самка кладе близько 400 яєць, по 50 шт у купці. Тривалість стадії яйця залежно від температури повітря проходить від 10 до 25 діб.
Доросла гусениця завдовжки 7,5 мм бурого або сірого кольору. Покрита волосяними бородавками і волосинками бурого кольору і має дві темно-сині оксамитові смужки. Гусінь соснового шовкопряда живиться хвоєю головним чином сосни звичайної.
Після другого линяння гусениця ховається в лісову підстилку на зимівлю. Весною, як розтане сніг, вона знов піднімається на дерево починає живитися.
Лялечка велика, довжиною 18 — 40 мм. Вершина черевця закруглена, має опуклу пластинку, густо вкриту щетинками рудого кольору. Лялечка розташовується в пергаментоподібному коконі, довжиною від 30 до 50 мм. Колір покривів кокона бурувато- або брудно-сірий. У нього вплетені пучки пекучих темних волосків. Шкодить головним чином сосні, яка після одноразового об'їдання гине. В Україні сосновий шовкопряд часто пошкоджує молоді насадження на здавна орних землях Чернігівщини і в Придніпровських степових борах у стиглих та перестіних насадженнях.

## Життєвий цикл
Імаго. Літ метеликів спостерігається з середини червня до середини липня. Розмноження двостатеве. Самки відкладають запліднені яйця купками по 20..150 штук на хвою, пагони і кору стовбурів. Плодючість 280 — 330 штук.

Яйце. При температурі від +16 °C до +18 °C ембріон розвивається 16 — 20 діб.

Личинка (гусениця) гризе хвою поточного року зростання, пошкоджуючи хвоїнки з боків і в верхівковій частини. З другого віку хвоїнки обгризають по всій довжині. Перелинявши ще один раз приблизно в жовтні місяці, гусениці йдуть на зимівлю. Зимують гусениці III—IV віку на незначній глибині в лісовій підстилці, недалеко від стовбура дерева, з якого вони спускаються восени. У легких ґрунтах вони можуть йти на глибину до 10 см. Навесні при підвищенні температури поверхневого шару ґрунту (глибина до 2 см) до +10 °C, гусениці пробуджуються і по стовбурах підіймаються в крону кормових дерев. Там вони приступають до харчування. Гусениці цього виду коконопрядів відрізняються ненажерливістю і інтенсивно знищують стару хвою. При недоліку харчування знищується молода хвоя, обгризаються бруньки і травневі пагони. Харчуються гусениці до середини червня. За цей час вони линяють від трьох до чотирьох разів. Всього за час розвитку число линьок досягає шести, а вікових груп — семи. Гусениці краще харчуються хвоєю сосни звичайної. На інших хвойних зустрічаються тільки при нестачі корму. Вид світлолюбний, теплолюбний, ксерофільний.

Лялечка. Гусениця заляльковується на гілках і стовбурах сосен. Розвиток її триває 4..5 тижнів. Імаго виходить з кокона в середині липня.
Особливості розвитку. Цикл розвитку соснового коконопряда однорічний, але при несприятливих умовах розвитку гусениці можуть вирушати на вторинну зимівлю і заляльковуватись лише на третє літо.
Спалах масового розмноження триває 7..8 років.
Місця виникнення розмноження соснового коконопряда:
- в чистих сухих сосняках з середньою повнотою, які розташовані на височинах;
- в борах-зеленомошниках;
- в соснових культурах 12..40 річного віку різної повноти;
- на сухих бідних ґрунтах, старих пашнях та пісках, ізольованих від природних соснових лісів.

## Шкода
В 1840 році в Чернігівській губернії вперше відмічено масове розмноження цієї комахи. В перший рік після появи він винищив лісу в поміщицьких дачах 1 000 десятин, а у 1841 році розповсюдився на 15 000 десятин в тому числі зайняв державного лісу 4 720 десятин. Після його підточування дерева всихали. Але в 1842 році гусінь була винищена іншими комахами.

## Галерея

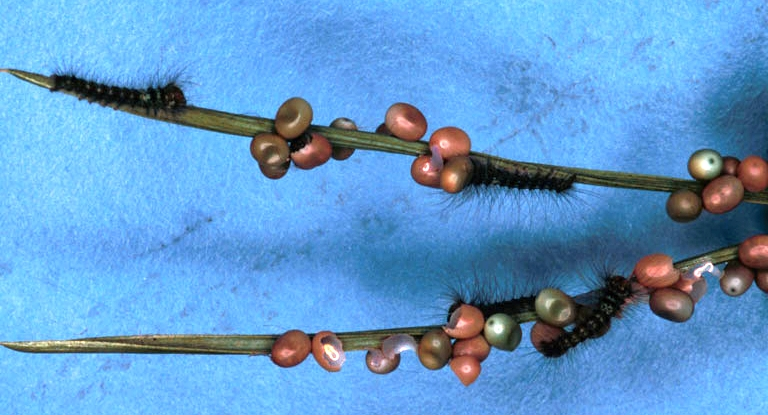
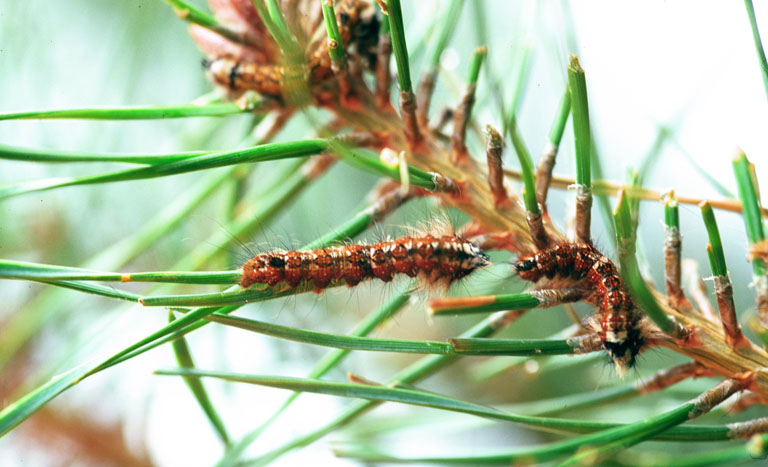
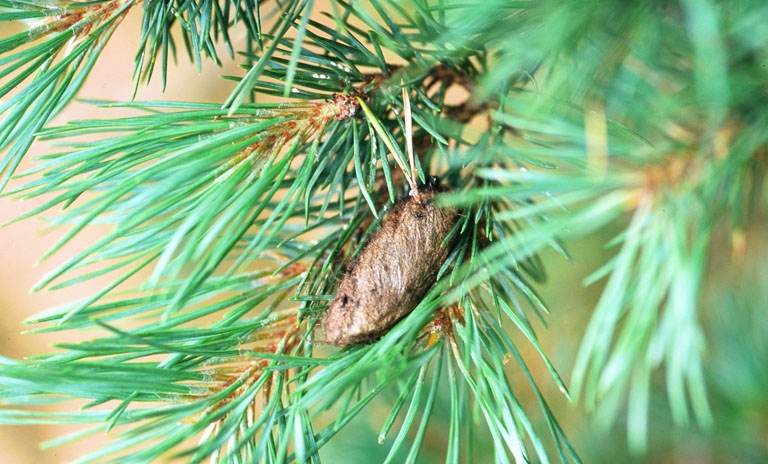
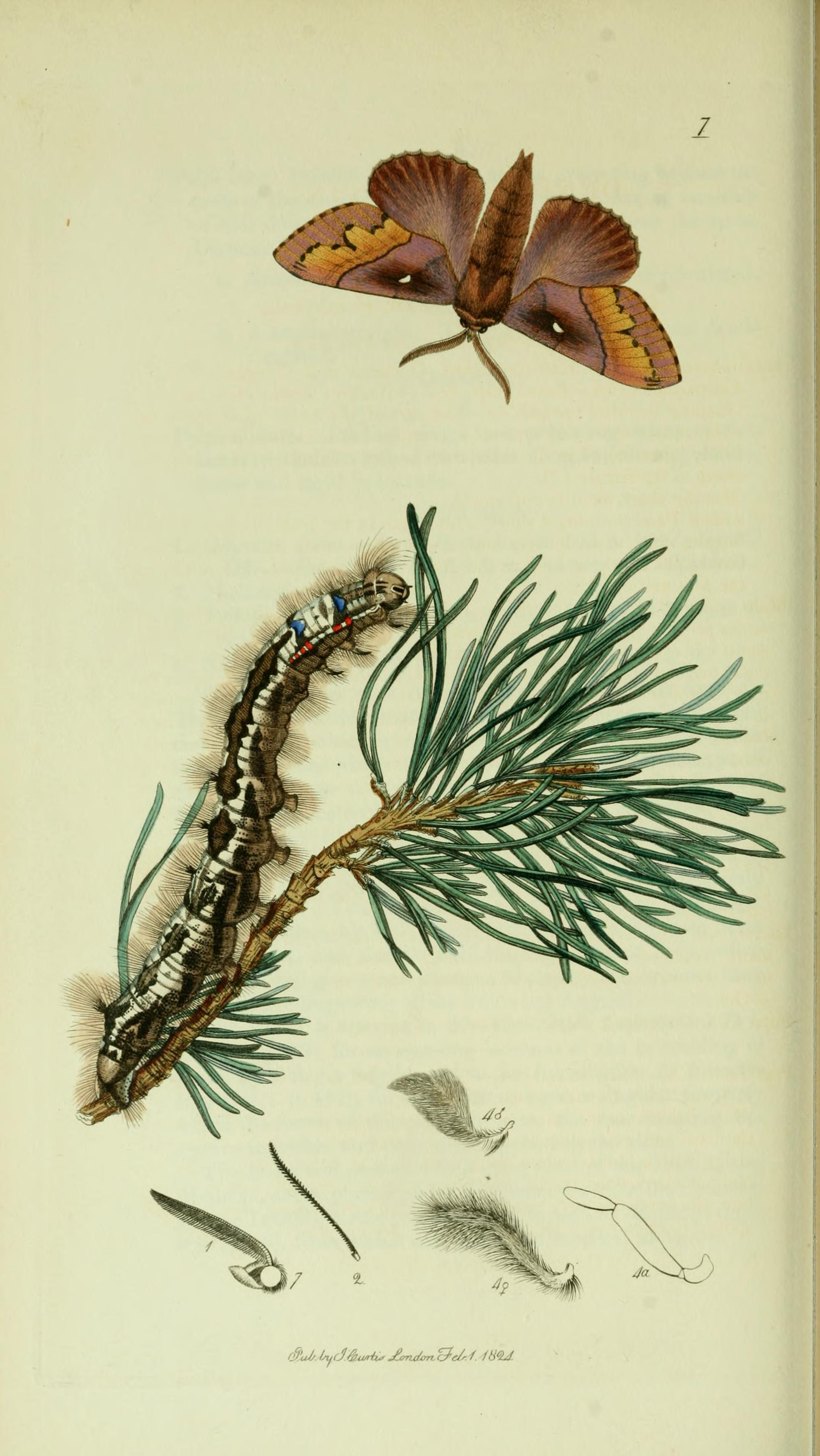